# Wspólnota (tygodnik północnej lubelszczyzny)
Wspólnota – jeden z największych tygodników we wschodniej Polsce. Istnieje od 2001 roku. Zasięgiem obejmuje znaczną część województwa lubelskiego.
Ukazuje się w powiatach: bialskim, parczewskim, radzyńskim, lubartowskim, lubelskim, łęczyńskim, łukowskim, opolskim, i puławskim.
Redakcja mieści się w Radzyniu Podlaskim przy ul. Ostrowieckiej 34. W skład gazety wchodzi dziesięć tytułów, prawie każdy wydawany w innym powiecie, a są to:
- Wspólnota bialska i terespolska (pow. bialski)
- Wspólnota lubartowska i niemiecka (pow. lubartowski i gmina Niemce)
- Wspólnota łukowska (pow. łukowski)
- Wspólnota łęczyńska (pow. łęczyński)
- Wspólnota międzyrzecka (gmina Międzyrzec Podlaski i część pow. bialskiego)
- Wspólnota opolska (pow. opolski)
- Wspólnota parczewska (pow. parczewski)
- Wspólnota puławska (pow. puławski)
- Wspólnota radzyńska (pow. radzyński)
- Wspólnota regionalna (dodatek z ogłoszeniami i najważniejszymi informacjami z regionu, dodawany do każdej ze wspólnot)

## Historia
"Wspólnota" zaczynała swoją działalność jako pismo o zasięgu powiatowym, w granicach pow. radzyńskiego. Od początku pełniło ważną funkcję informacyjną dla lokalnej społeczności. W początkowym okresie gazeta ukazywała się co miesiąc, potem przekształciła się w dwutygodnik i wreszcie w tygodnik. Po pewnym czasie pismo zaczęło się ukazywać pod nowymi nazwami w innych powiatach woj. lubelskiego. Jego średnia sprzedaż przekracza 20 tys. egzemplarzy, co na dzisiejszym rynku plasuje je w ścisłej krajowej czołówce tygodników o podobnym charakterze. Od lat opisuje współczesną historię regionu, oraz towarzyszy czytelnikom w ich sprawach.